# Mesra
Mesra (în arabă ماسرة) este o comună din provincia Mostaganem, Algeria.
Populația comunei este de 25.196 de locuitori (2008).